# Mall of the Emirates
Mall of the Emirates (Arabisch: مول الإمارات) is een winkelcentrum in Dubai, Verenigde Arabische Emiraten. Ontwikkeld door en eigendom van Majid Al Futtaim Properties (MAF Holding), opende het in september 2005 en bevindt aan de Sheikh Zayed Road. Het is gelegen aan de rode lijn van de metro van Dubai.
Het multi-level winkelcentrum heeft meer dan 900 winkels (waaronder 80 luxe winkels en 250 flagship stores), 7900 parkeerplaatsen en meer dan 100 restaurants en cafés. Het heeft een totale verhuurbare oppervlakte van 255.489 vierkante meter. Het herbergt ook recreatieve activiteiten voor het hele gezin, waaronder Ski Dubai (het eerste indoor skiresort en snowpark van het Midden-Oosten), het Dubai Community Theatre and Arts Centre met een capaciteit van 500 zitplaatsen en Magic Planet, een van de grootste overdekte familie-entertainmentcentra in Dubai.

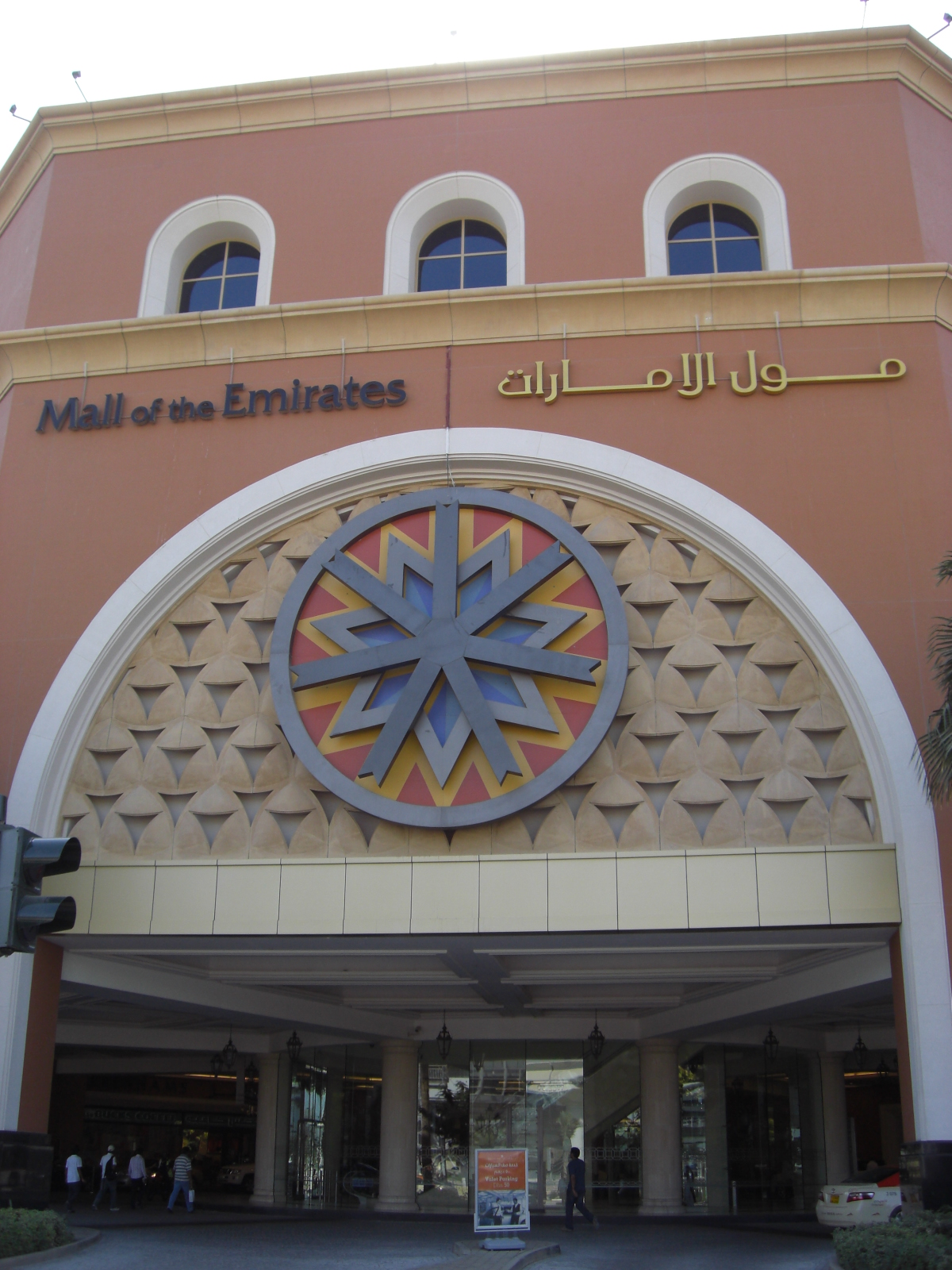
Een van de ingangen

## Bouw en geschiedenis
Het project werd in oktober 2003 gelanceerd tegen een geraamde kostprijs van 800 miljoen AED (218 miljoen US$) en zou in september 2005 worden voltooid. De architectuur in het complex met vier verdiepingen combineert Arabische/Islamitische en mediterrane elementen. Het winkelcentrum is ontworpen door het Amerikaanse architectenbureau F + A Architects.
Het winkelcentrum is op 28 september 2005 geopend met een officiële inhuldiging in november van dat jaar.

### Uitbreidingen
Op 10 september 2013 kondigde Mall of the Emirates een herontwikkelings- en uitbreidingsproject aan met een geschatte waarde van AED 1 miljard (US$ 274 miljoen), genaamd Evolution 2015. Fase een van het project, dat het winkelcentrum een extra oppervlakte van 5.000 m² gaf, werd medio 2015 geopend. Op 30 september 2015 bezocht David Beckham het winkelcentrum voor de inhuldiging van de Adidas-winkel die werd gebouwd in de nieuw uitgebouwde sectie. 

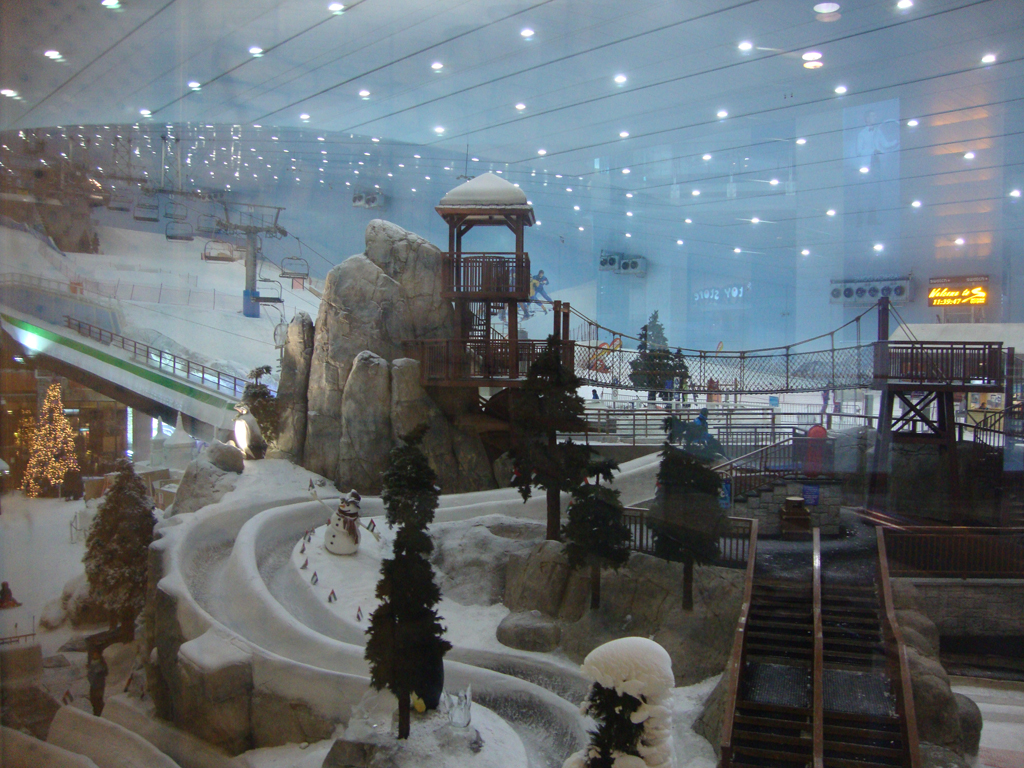
Ski Dubai in de Mall of the Emirates

In de tweede fase werd het winkelcentrum uitgebreid met nog eens 26.000 vierkante meter. Dit project omvatte o.a. 1300 nieuwe parkeerplaatsen, 12 nieuwe restaurants en nieuwe gebedsruimten voor zowel mannen als vrouwen. Fase 3 behelsde een nieuwe winkeluitbreiding op niveau 2: er werd 36.000 m² aan extra winkelruimte toegevoegd, inclusief nieuwe eet- en entertainmentconcepten.